# Jakub Gierszał
Jakub Gierszał (Cracovia, Polonia, 20 de marzo de 1988) es un actor polaco.
El debut de Gierszał en la pantalla fue en 2009, interpretando el rol de Kazik en la película Wszystko, co kocham. Más tarde protagonizó el film Sala Samobójców, en el cual interpreta a Dominik. En 2014 interpreta a Acemi, un turco noble en la película Dracula Untold.
Gierszał nació en Cracovia. Su padre, Mark, es director de teatro que trabaja principalmente en Alemania. Cuando Jakub tenía pocos meses de edad, sus padres se mudaron a Hamburgo. Después de 11 años regresaron a Polonia, estableciéndose en Toruń, y estudiando en la Academia de Arte Dramático de Cracovia.
En 2012 fue nominado como mejor actor para los premios Eagle Award por su interpretación en Sala Samobójców. Gierszał recibió un premio Shooting Stars Award en 2012.

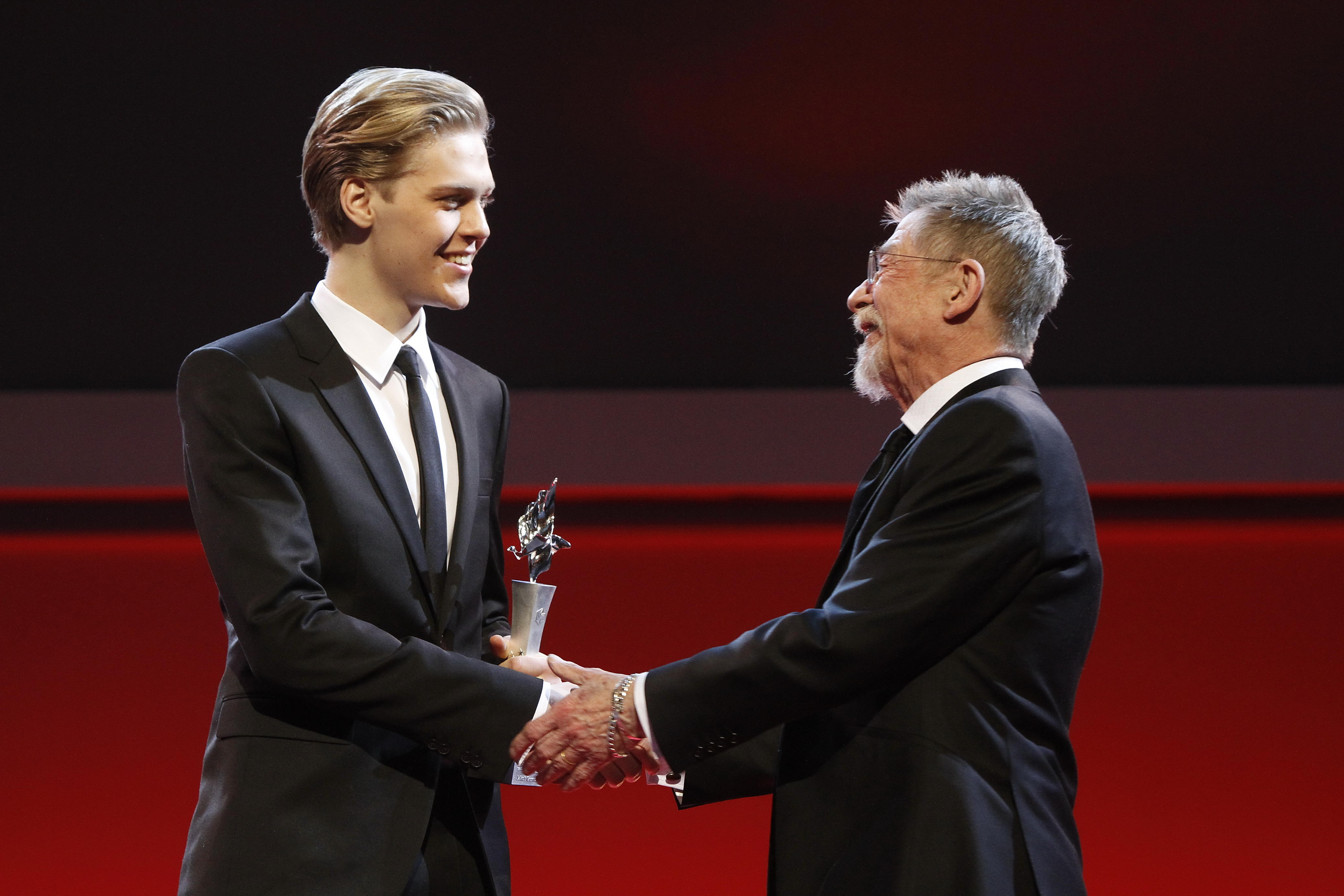
Jakub Gierszal recibiendo el premio Shooting Award 2012 por el gran veterano actor Jhon Hurt.

## Filmografía
- Wszystko, co kocham (2009) como Kazik.
- Milion dolarów (2010) como Pawelek Leo
- Sala Samobójców (2011) como Dominik Santorski
- Yuma (2012) como Zyga
- Lasting (2013) como Michal
- Finsterworld (2013) como Maximilian Sandberg
- Der Teufel mit den drei goldenen Haaren (Los tres pelos de oro del diablo) (2013) como Felix
- The Fold (2013) como Lucas.
- Hiszpanka (2013) como Krystian Ceglarski
- Dracula Untold (2014) como guardia de "El Sultan"[4]
- Córki dancingu (2015) como Mietek
- Morris from America (2016) como Pier
- Pokot (2017) como Dyzio
- Beyond Words (2017) como Michael
- Langer (serie tv) 2025